# جان گریندر
جان گریندر (انگلیسی: John Grinder؛ زادهٔ ۱۰ ژانویه ۱۹۴۰) یک زبان‌شناس اهل ایالات متحده آمریکا است. او به همراه ریچارد بندلر، ابداع کننده برنامه‌ریزی عصبی کلامی است.

جان گریندر یکی از مبتکران NLP و یکی از بزرگترین متفکران دوران زندگی ما است. او 14 کتاب در موضوعات پیچیده اعم از گرامر تحول آفرین، خانواده درمانی و ایجاد برنامه نویسی عصبی-زبانی را تالیف کرده است.
NLP متعلق به جان گریندر است، شاید نه به معنای واقعی کلمه. اگر الگوهای NLP را که در ابتدا در دهه 70 توسعه یافتند مطالعه کرده باشید، حکمت جریان جان گریندر را در کارهای اولیه تشخیص خواهید داد. کار جان در بیش از 1000 کتاب آموزشی دیگر در مورد موضوعات مختلف از موضوعات تخصصی NLP، روانشناسی، فروش، مذاکره، مدیریت، فرزندپروری و یادگیری سریع ثبت شده است.

کار دکتر گریندر همچنین موضوع بیش از 1000 سمینار عمومی NLP در هر سال است که هر سال به افراد بیش از 20000 نفر در سراسر جهان توسط مربیان متخصص NLP آموزش می دهد. اکثر سمینارهای کسب و کار با کیفیت اکنون شامل جنبه هایی از کار جان گریندر می شود که معادل ده ها هزار نفر است که به طور ضمنی از نبوغ جان گریندر یاد می گیرند. این رقم هر سال در حال افزایش است.

جان گریندر کار زندگی خود را وقف تلاش خود برای کشف و ارائه الگوهای برتر انسانی، الگوبرداری از نوابغ در زمینه های مختلف کرده است. او برنامه‌نویسی عصبی-زبانی را با ریچارد بندلر به عنوان ابزاری برای بررسی و تکرار برتری شدید انسانی ایجاد کرد.
این کاربردهای NLP هستند که در بالاترین سطح آموزش های تعالی شرکتی در سراسر جهان و به رهبران جهانی چه به طور ضمنی یا صریح آموزش داده می شوند.